# スペシャルデュアル
スペシャルデュアル(Special Dual)はセガ（後のセガ・インタラクティブ）より発売されたアーケードゲームであるが、厳密にはゲーム名ではなく、2in1筐体のシリーズ名（ブランド名）である。2in1筐体は他のメーカーにも存在するが、セガの場合はメーカーの規模および発売されたゲームの数や知名度が、他社の2in1筐体より抜きん出ている為、個別項目で解説する。

## シリーズ一覧
スペシャルデュアルの筐体は右端にロータリースイッチが付いており、これを左右にひねる事によって、コイン投入前にゲームを切り替える。一度切り替えると再度スイッチをひねらない限り、選択したゲームが反永久的に続く。また収録ゲームは全てヘッドオン基板を使用している。
1. 『スペースアタック』（『スペースインベーダー』のコピーゲーム）と『ヘッドオン』
2. 『（スペース）インビンコ』（1979年発売）（『スペースアタック』の続編）と『ヘッドオンII』
3. 『（スペース）インビンコ』と『ディープスキャン』
4. 『カーハント』と『ディープスキャン』

なおスペシャルデュアルは全てテーブル筐体で発売されたが、アップライト式は2in1筐体でなく、それぞれのゲームが単体で組み込まれていた。

## コンパネの特徴
こうした2in1筐体はどちらのゲームをプレイする場合でも、コンパネ（コントロールパネル。レバーやボタンの事）の同じレバーやボタンを使うのが通常であるが、スペシャルデュアルにはこれに当てはまらない部分がある。例えば汎用筐体を使うアーケードゲームは、古くから左手がレバー・右手がボタンとされて来たが、『ヘッドオン』は操作性を考えて左手がボタン・右手がレバーとなっていた。『ヘッドオン』などドットイートゲームを2in1筐体に組み込む場合、セガ以外のメーカー（ライセンス生産もコピーゲームもあった）は妥協してドットイートでも左手レバーとしていたが、セガでは操作性を考え、わざわざレバーが左右に二本設置されていた。
しかしその後、このヘッドオン基板を使用した電気音響社より『平安京エイリアン』が発売された際、このボタンなどの数が多いのコンパネが『平安京エイリアン』に適していた為、『平安京エイリアン』のコピーゲームにおいては、このスペシャルデュアル用筐体が多数流用される結果を生んでしまった。
スペシャルデュアルと『平安京エイリアン』におけるコンパネの対応は、以下の通り。スペシャルデュアルに座ったプレイヤーから見て、表の上が左側・下が右側となるが、『平安京エイリアン』の電気音響オリジナル版は、またレバーやボタンの並び方がスペシャルデュアルと異なる。
|                    | スペシャルデュアル                                                                         | 平安京エイリアン                                                                  |
| ------------------ | ------------------------------------------------------------------------------------------ | --------------------------------------------------------------------------------- |
| 2方向レバー        | 『ヘッドオン』以外のシューティングゲーム用                                                 | レバーの左が穴掘り・右が穴埋め （オリジナル筐体では左が穴埋め・右が穴掘りボタン） |
| ボタン1つ          | ドットイートでは加速、シューティングでは発射 （『ディープスキャン』用は操作の関係から2つ） | 未使用（ボタンだけ外され、穴が開いているものが多かった）                          |
| 4方向レバー        | 『ヘッドオン』などドットイート用                                                           | 検非違使移動用                                                                    |
| ボタン2つ          | 1プレイヤー/2プレイヤー選択                                                                | ヘッドオンと全く同じ                                                              |
| ロータリースイッチ | ゲーム切替用                                                                               | 2プレイヤーPart1とPart2切替用                                                     |